# 費爾坎
34°34′N 7°24′E / 34.567°N 7.400°E

費爾坎（阿拉伯语：‎），是阿爾及利亞的城鎮，位於該國東北部泰貝薩省，由奈格林區負責管轄，面積903平方公里，2008年人口5,370，人口密度每平方公里6人。